# Eumedonia subtusimpunctata
Eumedonia subtusimpunctata är en fjärilsart som beskrevs av Jules Favre 1903. Eumedonia subtusimpunctata ingår i släktet Eumedonia och familjen juvelvingar. Inga underarter finns listade i Catalogue of Life.